# 霍氏腔吻鱈
霍氏腔吻鱈，為輻鰭魚綱鱈形目鼠尾鱈科的其中一種，分布於東印度洋西澳大利亞海域，屬深海底棲性魚類，深度480-700公尺，體長可達35公分，棲息在底層水域，生活習性不明。